# Helicidae
Famille

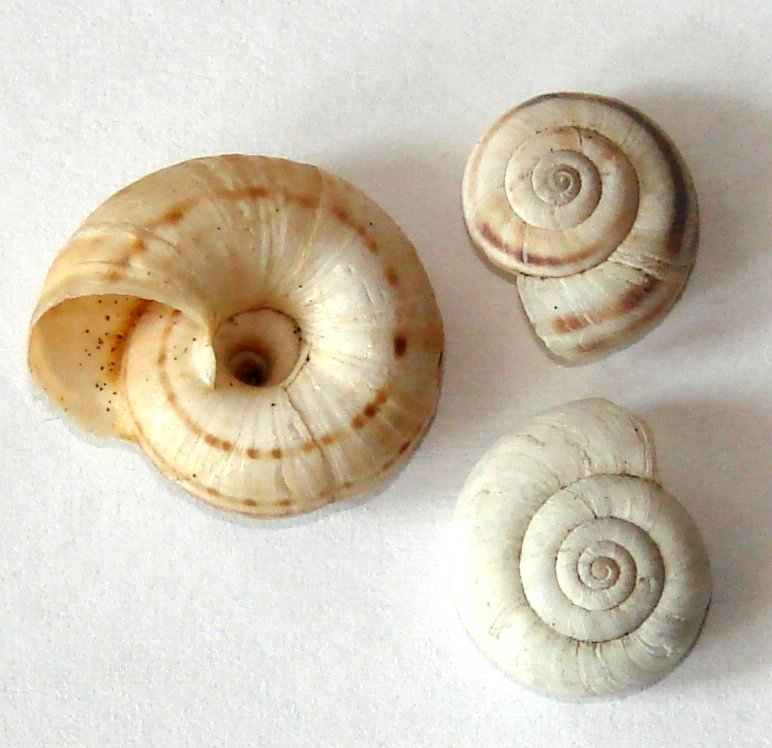
Helicella obvia

Les Helicidae sont une famille de mollusques gastéropodes regroupant des escargots. Certains sont bien connus des gourmets comme l'Escargot de Bourgogne et le Petit-gris, tous deux du genre Helix.

## Historique et dénomination
Elle a été créée par le zoologiste américain Constantine Samuel Rafinesque en 1815. 

## Lise des sous-familles
Selon BioLib (9 déc. 2020) :
- Ariantinae Mörch 1864.
- Helicinae Rafinesque 1815.
- Euparyphinae Perrot, 1939